# Jong Vlaanderen-Bauknecht/Saison 2010
Dieser Artikel listet Erfolge und Mannschaft des Radsportteams Jong Vlaanderen-Bauknecht in der Saison 2010 auf.

## Saison 2010

### Erfolge in der Continental Tour
| Datum    | Rennen                       | Kat. | Fahrer              |
| -------- | ---------------------------- | ---- | ------------------- |
| 25. März | 5. Etappe Tour de Normandie  | 2.2  | Sven Vandousselaere |
| 11. Juli | Grote Prijs van de Stad Geel | 1.2  | Timothy Dupont      |

### Zugänge – Abgänge
| Zugänge          | Team 2009              | Abgänge              | Team 2010                    |
| ---------------- | ---------------------- | -------------------- | ---------------------------- |
| Bjorn De Decker  | Revor-Jartazi          | Grégory Joseph       | Topsport Vlaanderen-Mercator |
| Jorg Pannekoek   | Revor-Jartazi          | Ingmar De Poortere   | Qin Cycling Team             |
| Roel Paulissen   | Jong Vlaanderen (2007) | Dimitri Claeys       | Team NetApp                  |
| Garrit Broeders  | Neoprofi               | Reno De Keulenaer    | Unbekannt                    |
| Joaquim Durant   | Neoprofi               | Jaryd De Mooij       | Unbekannt                    |
| Brian Ligneel    | Neoprofi               | Jarno Vanguyse       | Unbekannt                    |
| Niels Schepmans  | Neoprofi               | Ken Vanmarcke        | Unbekannt                    |
| Pieter Serry     | Neoprofi               | Quincy Vens          | Unbekannt                    |
| Benjamin Verraes | Neoprofi               | Frederik Verkinderen | Unbekannt                    |
| Kevin Verwaest   | Neoprofi               |                      |                              |

### Mannschaft
| Name                   | Geburtstag        | Nationalität |              |
| ---------------------- | ----------------- | ------------ | ------------ |
| Garrit Broeders        | 20. August 1990   | Belgien      |              |
| Joeri Calleeuw         | 5. August 1985    | Belgien      |              |
| Bjorn De Decker        | 10. Oktober 1988  | Belgien      |              |
| Steven De Neef         | 16. Januar 1971   | Belgien      |              |
| Timothy Dupont         | 1. November 1987  | Belgien      |              |
| Joaquim Durant         | 29. Januar 1991   | Belgien      |              |
| Brian Ligneel          | 12. November 1989 | Belgien      |              |
| Jorg Pannekoek         | 25. November 1989 | Belgien      |              |
| Roel Paulissen         | 27. April 1976    | Belgien      |              |
| Sibrecht Pieters       | 15. Juli 1988     | Belgien      |              |
| Niels Schepmans        | 30. Mai 1990      | Belgien      |              |
| Steve Schets           | 20. April 1984    | Belgien      |              |
| Pieter Serry           | 21. November 1988 | Belgien      |              |
| Kenny Terweduwe        | 14. Februar 1988  | Belgien      |              |
| Niels Van Dyck         | 30. August 1990   | Belgien      |              |
| Gert-Jan Van Immerseel | 10. Oktober 1990  | Belgien      |              |
| Sven Vandousselaere    | 29. August 1988   | Belgien      |              |
| Benjamin Verraes       | 21. Februar 1987  | Belgien      |              |
| Kevin Verwaest         | 6. Januar 1989    | Belgien      |              |
| Stagiaires             | Stagiaires        | Nationalität | Nationalität |
| Tim Declercq           | Tim Declercq      | Belgien      |              |
| Joeri Stallaert        | Joeri Stallaert   | Belgien      |              |